# Tunica
Tunica – miasto w Stanach Zjednoczonych, w stanie Missisipi, siedziba administracyjna hrabstwa Tunica.